# Liste der Ehrenbürger von Freising
Die Stadt Freising hat seit 1869 25 Personen das Ehrenbürgerrecht verliehen.
Hinweis: Die Auflistung erfolgt chronologisch nach Datum der Zuerkennung.

## Die Ehrenbürger der Stadt Freising

Balthasar von Daller

Simon Eisenmann

Anton Scharnagl

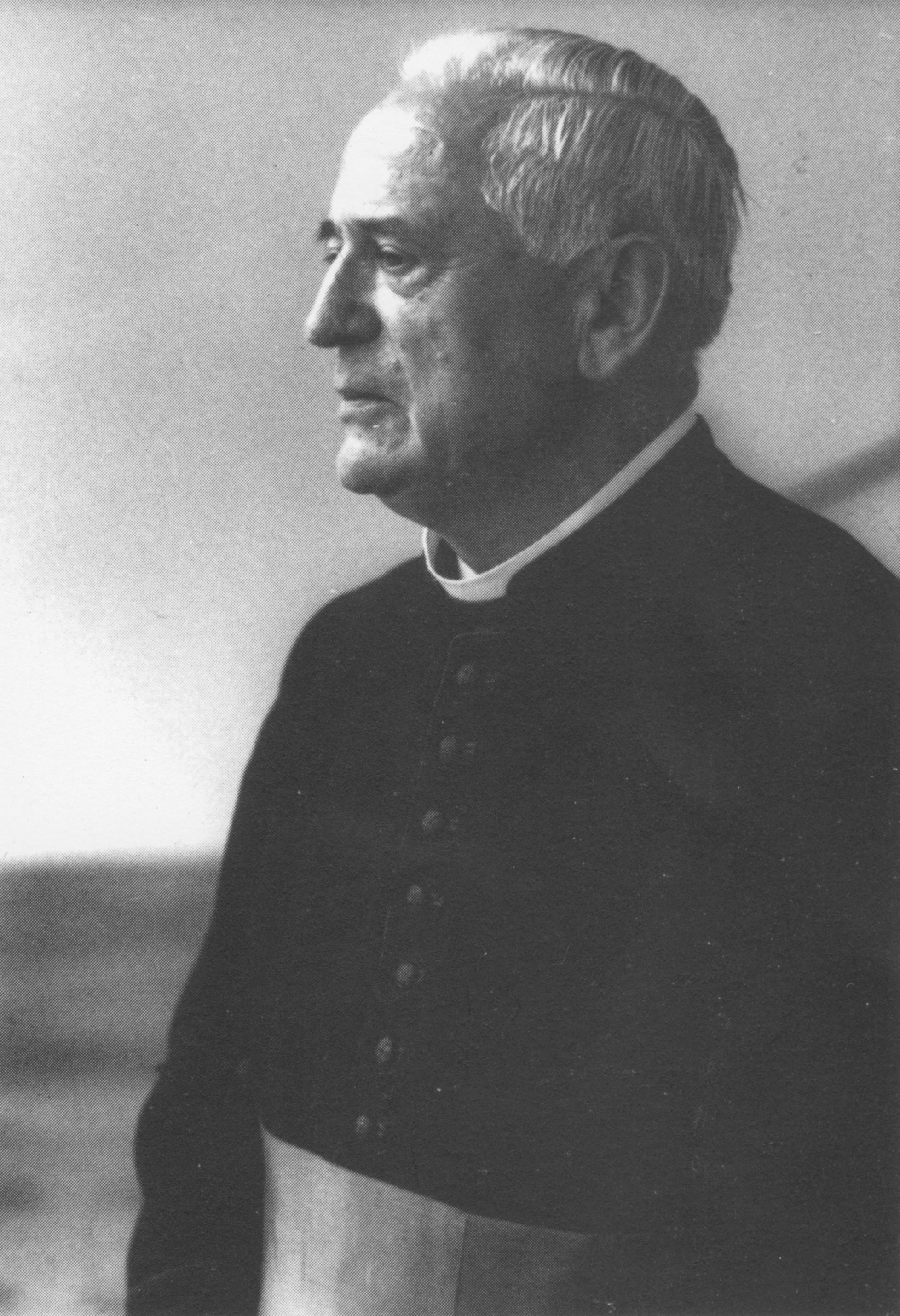
Michael Höck

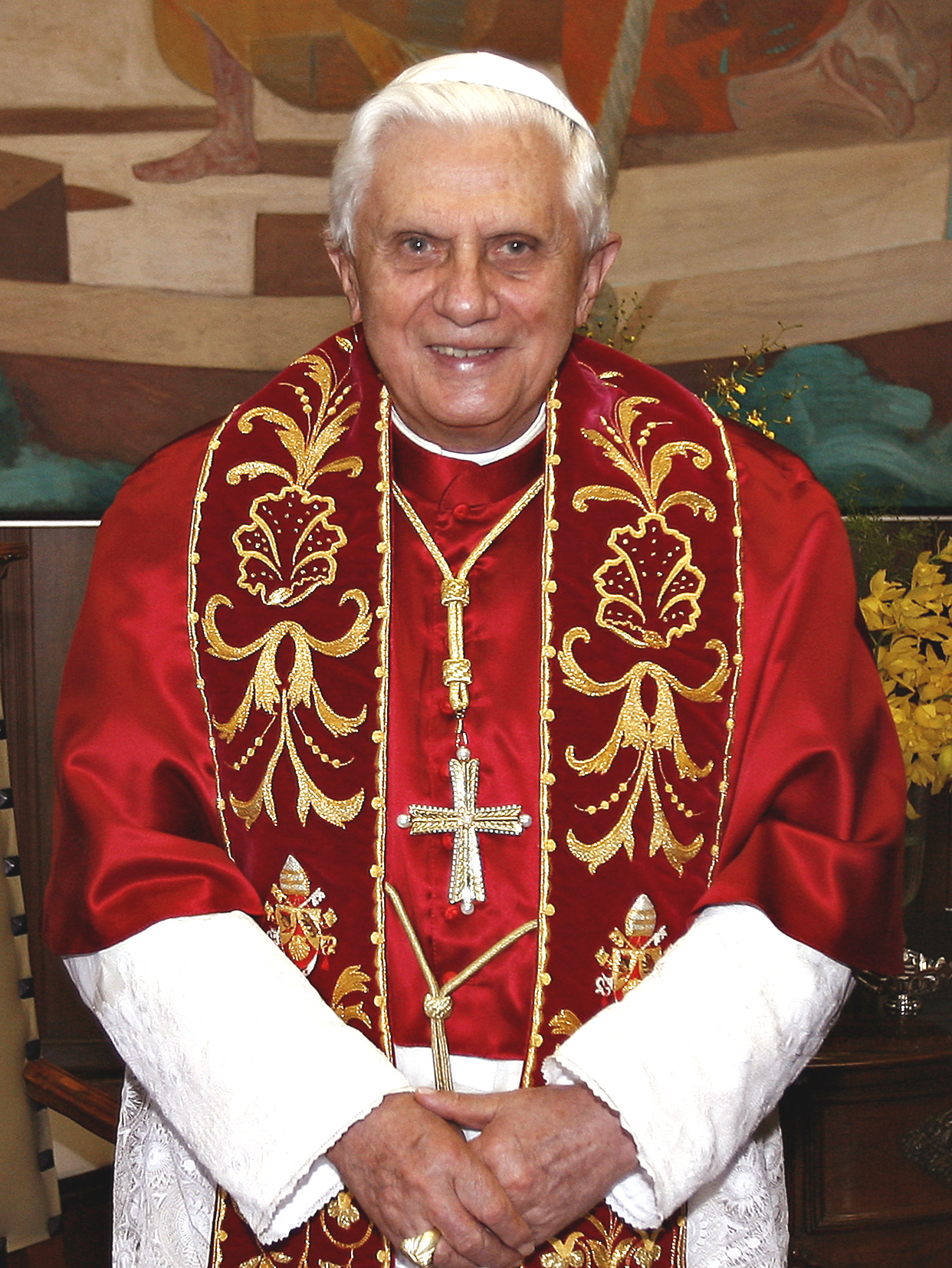
Papst Benedikt XVI.

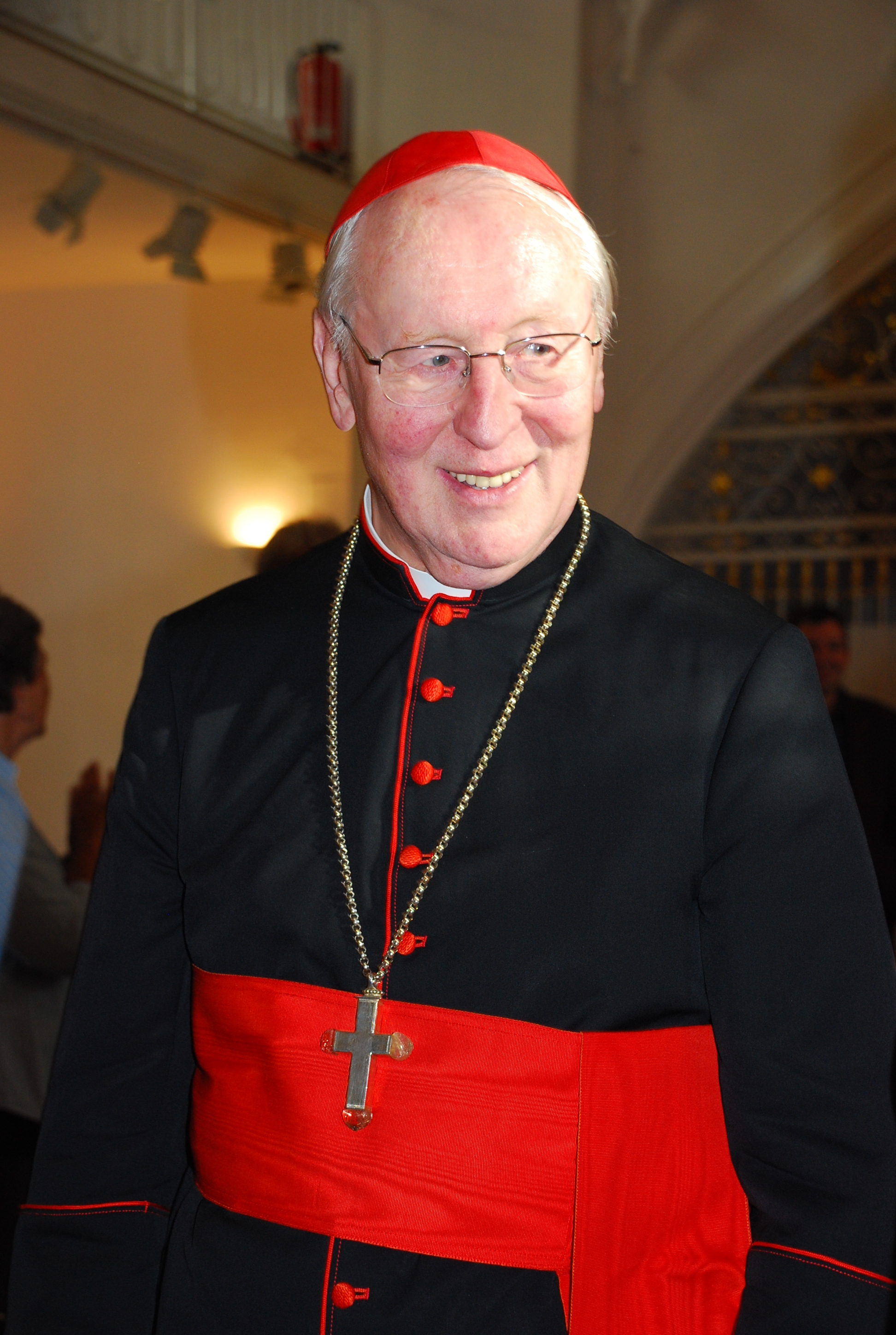
Friedrich Kardinal Wetter

1. Franz Krumbach
Krumbach war bis 1869 rechtskundiger Bürgermeister der Stadt.
Verleihung am 8. Mai 1869
2. Paul Lechner
Lechner war Stadtpfarrer an der St. Georgskirche. Seine besondere Sorge galt dem städtischen Waisenhaus an der Kammergasse, das mit seiner Unterstützung 1880 neu errichtet werden konnte.
Verleihung am 30. März 1881
3. Joseph Wollinger
Wollinger war Leiter der Realschule und daneben Leiter des städtischen Erziehungsamtes.
Verleihung 1897
4. Balthasar von Daller (* 22. Januar 1835 in Gasteig bei Niklasreuth; † 3. März 1911 in Freising)
Rektor des Lyzeums und Landtagsabgeordneter
Verleihung 1899
5. Martin Mauermayr (* 1833 in Jebertshausen; † 1907 in Freising)
Bürgermeister der Stadt Freising
Verleihung 1899
6. Simon Eisenmann (* 27. Oktober 1862 in Ampertshausen; † 6. Oktober 1938 in Rosenheim)
Pfarrer in Abens und Landtagsabgeordneter
Verleihung am 1. Oktober 1904
7. Anton Scharnagl (* 15. November 1877 in München; † 19. Januar 1955 in München)
Rektor der Philosophisch-Theologischen Hochschule und Landtagsabgeordneter
Verleihung am 8. April 1930
8. Matthias Vogl
 
Datum der Verleihung nicht bekannt
9. Alois Steinecker (* 1857; † 1943)
Bauunternehmer
Verleihung am 22. August 1935
(Am 8. März 1946 wurden alle Verleihungen von Ehrenbürgerwürden in der Zeit des Nationalsozialismus für nichtig erklärt. Die damit zu Unrecht aberkannte Ehrenbürgerwürde Steineckers wurde Steinecker am 20. Dezember 1948 wieder zuerkannt.)
10. Theodor Ganzenmüller (* 1864; † 1937)
Vorstand der Königlich Bayerischen Akademie für Landwirtschaft und Brauwesen in Weihenstephan
Verleihung am 23. Dezember 1936
(Am 8. März 1946 wurden alle Verleihungen von Ehrenbürgerwürden in der Zeit des Nationalsozialismus für nichtig erklärt. Im Gegensatz zu Alois Steinecker wurde Ganzenmüller die Ehrenbürgerwürde nicht wieder zuerkannt.)
11. Stephan Bierner  (* 1867 in Ingolstadt; † 1951 in Langenthal)
Bürgermeister der Stadt Freising
Verleihung am 8. März 1946
12. Hans Leberle (* 1878; † 1953)
Professor an der Akademie für Landwirtschaft und Brauwesen Weihenstephan
Verleihung 1950
13. Johannes Schnegg (* 1875; † 1950)
Professor an der Akademie für Landwirtschaft und Brauwesen Weihenstephan
Verleihung 1950
14. Johann Braun
 
Verleihung am 2. November 1953
15. Carl Feller
Inhaber und Leiter der Tuchfabrik Feller im ehem. Kloster Neustift (heute Landratsamt) war er jahrzehntelang einer der wichtigsten Arbeitgeber der Stadt. Er setzte sich vielfach für soziale und kulturelle Projekte ein.
Verleihung am 20. Oktober 1956
16. Max Ziegltrum (* 12. Oktober 1898 in Attaching; † 23. Oktober 1991 in Attaching)
Langjähriger Bürgermeister (1960–1970) der damals selbstständigen Gemeinde Attaching. Insgesamt war er rund 50 Jahre lang in der Kommunalpolitik tätig; Mit deren Eingemeindung 1978 wurde die Ehrenbürgerwürde übernommen
Verleihung am 17. Februar 1970
17. Johann Sänger
25 Jahre lang Ortsführer der Gemeinde Pulling; Mit deren Eingemeindung 1978 wurde die Ehrenbürgerwürde übernommen
Verleihung am 14. April 1970
18. Margareta Reichl
Ausgezeichnet für Verdienste im sozialen Bereich durch die Gemeinde Pulling; Mit deren Eingemeindung 1978 wurde die Ehrenbürgerwürde übernommen
Verleihung am 12. November 1974
19. Paul Klass
18 Jahre lang Gemeinderat der Gemeinde Attaching; Mit deren Eingemeindung 1978 wurde die Ehrenbürgerwürde übernommen
Verleihung am 28. April 1978
20. Josef Schollweck
Langjähriges Gemeindesratsmitglied und Kämmerer der Gemeinde Attaching; Mit deren Eingemeindung 1978 wurde die Ehrenbürgerwürde übernommen
Verleihung am 28. April 1978
21. Michael Höck (* 20. September 1903 in Inzell; † 31. Mai 1996 in Freising)
Wirkte lange Jahre als Geistlicher auf dem Domberg
Verleihung am 16. September 1993
22. Adolf Schäfer (* 11. Januar 1937; † 5. Dezember 2009)
Oberbürgermeister der Stadt Freising von 1970 bis 1994
Verleihung am 24. März 1994
23. Benedikt XVI. (* 16. April 1927 in Marktl; † 31. Dezember 2022 in der Vatikanstadt)
emeritierter Papst
Verleihung am 16. Januar 2010
24. Friedrich Kardinal Wetter (* 20. Februar 1928 in Landau/Pfalz)
Emeritierter Erzbischof von München und Freising (1982–2008)
Verleihung am 7. November 2010[1]
Zurückgegeben am 30. Juni 2023 wegen seiner Rolle im Zusammenhang mit sexuellem Missbrauchs im Bereich der Erzdiözese München und Freising[2]
25. Dieter Thalhammer (*  18. April 1943 in Freising)
Oberbürgermeister der Stadt Freising von 1994 bis 2012
Verleihung am 27. April 2012